# Бейсбольная статистика
Бейсбольная статистика — совокупность статистических показателей, используемых для анализа и оценки выступлений игрока и команды. В профессиональном бейсболе статистика накапливается с момента создания Национальной и Американской лиг, которые входят в Главную лигу бейсбола.

## Статистика питчера
Основные статистические показатели, используемые в литературе и СМИ.
- AO (англ. Airouts или Flyouts) — количество флай-аутов после подач питчера.
- BK (англ. Balk) — количество боков (неправильных действий питчера в отношении раннеров, которые находятся на базах)[2].
- BF (англ. Total batters faced) — количество выходов бэттеров противника против питчера[3].
- BS (англ. Blown saves) — количество выходов питчера на замену при существующей возможности сэйва, когда питчер пропускает очки, лишающие его команду лидерства в счёте[4].
- CG (англ. Complete game) — количество игр, в которых игрок был единственным питчером своей команды[5].
- ER (англ. Earned run) — количество пропущенных питчером очков (кроме ошибок или мячей, пропущенных кэтчером). Если питчер покидает поле с раннерами на базах, то очки набранные ими засчитываются в статистику этого питчера[6].
- ERA (англ. Earned Run Average) — показывает сколько очков в среднем пропускает питчер за 9 иннингов. Для расчёта общее количество пропущенных очков (ER) умножается на 9 и делится на количество сыгранных иннингов (IP)[7].
- G (англ. Games) или App (англ. Appearance) — количество матчей, в которых питчер выходил на поле, независимо от того являлся ли он стартовым питчером или выходил на замену[8].
- GF (англ. Games finished) — количество матчей, в которых питчер был последним подающим своей команды при условии что он не является стартовым. Полная игра не засчитывается в статистику питчера как завершённая[9].
- GS (англ. Games started) — количество матчей, в которых питчер был первым подающим своей команды[10].
- GO (англ. Groundouts) — количество граунд-аутов после подач питчера[11].
- HLD (англ. Hold) — количество удержаний, сделанных питчером. Удержание засчитывается питчеру, вышедшему на замену в ситуации возможного сэйва и сохранившему преимущество команды в счёте до выхода на поле следующего подающего. При этом питчер должен сделать как минимум один аут[12].
- IR (англ. Inherited runner) — количество раннеров на базах в момент выхода питчера на замену[13].
- IP (англ. Innings pitched) — количество проведённых питчером иннингов. Рассчитывается как общее количество аутов поделенное на три[14].
- K или SO (англ. Strikeouts) — количество страйк-аутов, сделанных питчером[15].
- L (англ. Loss) — количество поражений, которые потерпел питчер. Поражение засчитывается питчеру, последнему пропустившему очки, после чего его команда уступала в счёте до конца игры, завершившейся поражением[16].
- NP (англ. Number of pitches) — общее число сделанных питчером подач[17].
- PK (англ. Pickoff) — количество передач питчера полевому игроку с целью осалить раннера противника. Неправильная попытка пик-оффа является боком[18].
- QS (англ. Quality start) — количество качественных стартов, которые засчитываются стартовому питчеру, отыгравшему не менее 6 иннингов и пропустившему не более 3 очков[19].
- RW (англ. Relief win) — количество побед, одержанных питчером, который не являлся стартовым[20].
- SV (англ. Save) — количество сэйвов, сделанных питчером. Сэйв засчитывается питчеру, вышедшему на замену в выигрывающей команде, которая доводит матч до победы, а также выполнившему одно из трёх условий: преимущество команды питчера не превышало трёх очков, а питчер сыграл не менее одного иннинга; игрок команды противника находился на базе, вышел на биту или готовился к выходу на биту; питчер сыграл три и более иннинга[21].
- SVO (англ. Save Opportunity) — возможность для сэйва возникает когда питчер выходит на замену и выполняется одно из трёх условий: питчер выходит на поле когда его команда выигрывает с преимуществом не более трёх очков и проводит на поле минимум один иннинг; питчер выходит на поле при наличии игроков соперника, потенциально могущих сравнять счёт; питчер проводит на поле три и более иннинга, делая сэйв (SV)[22].
- SV% (англ. Save percentage) — отношение количества сэйвов (SV) к количеству возможностей для сэйва (SVO)[23].
- SHO (англ. Shutout) — количество полных игр (CG), в которых питчер не пропустил ни одного очка[24].
- UER (англ. Unearned run) — количество очков, набранных командой соперника в результате ошибок или пропущенных кэтчером мячей[25].
- WHIP (англ. Walks and hits per inning pitched) — показывает сколько хитов и уоков питчер пропускает в среднем за иннинг. Для расчёта сумма хитов (H) и уоков (BB) делится на количество сыгранных иннингов (IP)[26].
- WP (англ. Wild pitch) — количество диких подач питчера. Дикая подача засчитывается когда после броска мяч летит по непредсказуемой траектории и кэтчер не может его контролировать, в результате чего раннер может продвинуться на следующую базу[27].
- W (англ. Wins) — количество побед, одержанных питчером. Победа в матче засчитывается питчеру, последнему подававшему в иннинге, в котором его команда вышла вперёд в счёте и впоследствии выиграла матч[28].
- WPCT (англ. Winning percentage) — отношение количества побед (W) к сумме побед и поражений (L)[29].
- ERA+ (англ. Adjusted earned run average) — расширенный ERA, показатель пропускаемости питчера по отношению к другим игрокам лиги. Показатель выше 100 означает что питчер подает лучше чем в среднем по лиге[30].
{\displaystyle ERA+=100{\frac {lgERA}{ERA}}}, где ERA — пропускаемость питчера, lgERA — средняя пропускаемость питчеров Лиги.
- MB/9 (англ. Baserunners per nine innings pitched) — среднее количество раннеров, которое питчер пропускает на базу за 9 иннингов. При расчёте не учитываются ошибки и ситуации, когда раннер достигает базы по решению полевого игрока (filder's choice)[31].
- BQR (англ. Bequeathed runners) — число раннеров, оставшихся на базах, когда питчер покидает поле[32].
- BQR-S (англ. Bequeathed runners scored) — количество очков, набранных раннерами, оставшимися на базах после ухода питчера с поля[33].
- FIP (англ. Fielding independent pitching) — показатель, похожий на ERA, но учитывающий только факторы, зависящие от питчера — страйк-ауты, непреднамеренные уоки, хит бай питчи и хоум-раны. Показатель лучше отражает эффективность питчера на подаче чем ERA[34].
{\displaystyle FIP={\frac {(13*HR+3*(BB+HBP)-2*SO)}{IP}}+FIP_{const}}, где FIPconst — постоянная величина для каждого сезона МЛБ, совпадающая со средним ERA в лиге.
- xFIP (англ. Expected fielding independent pitching) — показатель FIP, для расчёта которого вместо фактического количества пропущенных питчером хоум-ранов используется среднее по лиге отношение числа хоум-ранов к числу флайболов.
- FB% (англ. Fly-ball rate) — показывает количество хитов, которые характеризуются как флайболы[35].
- Game score — счёт игры, саберметрический показатель, характеризующий эффективность питчера в конкретном матче. Может принимать значения от 0 до 100. Рассчитывается от базы 40 пунктов: за каждый аут прибавляется 2 очка, за страйк-аут 1 дополнительное очко, по 2 очка вычитается за каждый допущенный хит или уок, 3 очка вычитается за пропущенного в дом раннера, 6 очков вычитается за пропущенный хоум-ран[36].
- GB% (англ. Ground-ball rate) — показывает количество хитов, которые характеризуются как граунд болы[37].
- H/9 (англ. Hits per nine innings) — среднее количество хитов, пропускаемых питчером за 9 иннингов[38].
- HR/9 (англ. Home runs per nine innings) — среднее количество хоум-ранов, пропускаемых питчером за 9 иннингов[39].
- HR/FB (англ. Home run to fly ball rate) — отношение количества пропускаемых питчером хоум-ранов к общему числу флайболов после его подач (хоум-ран также считается флайболом)[40].
- IR-A (англ. Inherited runs allowed) — показывает, сколько оставленных раннеров релиф-питчер пропускает в дом[41].
- IR-A% (англ. Inherited runs allowed percentage) — отношение числа пропущенных чужих раннеров к общему их количеству[42].
- I/GS (англ. Innings per start) — отношение количества иннингов, сыгранных стартовым питчером, к количеству игр, в которых он выходил на подачу первым[43].
- LD% (англ. Line-drive rate) — показывает количество хитов, которые характеризуются как лайн-драйвы[44].
- P/IP (англ. Pitches per inning pitched) — отношение числа подач, сделанных питчером, к числу сыгранных им иннингов. Показывает, сколько в среднем подач требуется питчеру для выведения в аут отбивающих противника[45].
- P/GS (англ. Pitches per start) — отношение числа подач, сделанных стартовым питчером, к количеству игр, в которых он выходил на подачу первым[46].
- PO% (англ. Pop-up rate) — показывает количество хитов, которые характеризуются как поп-апы[47].
- RA9 (англ. Runs allowed per nine innings pitched) — количество пробежек, в среднем пропускаемых питчером за 9 иннингов[48].
{\displaystyle RA9={\frac {9R}{IP}}}
- SIERA (англ. Skill-interactive earned run average) — показатель, оценивающий эффективность питчера (ERA) и исключающий факторы, которые он не может контролировать. В отличие от xFIP учитывает разные типы отбитых в поле мячей[49].
{\displaystyle SIERA=6,145-16,986{\tfrac {SO}{PA}}+11,434{\tfrac {BB}{PA}}-1,858{\tfrac {GB-FB-PU}{PA}}+7,653\left({\tfrac {SO}{PA}}\right)^{2}\pm 6,664\left({\tfrac {GB-FB-PU}{PA}}\right)^{2}+10,130{\tfrac {SO}{PA}}{\tfrac {GB-FB-PU}{PA}}-5,195{\tfrac {BB}{PA}}{\tfrac {GB-FB-PU}{PA}}}

Если отношение {\displaystyle {\tfrac {GB-FB-PU}{PA}}} является отрицательным, то в {\displaystyle \pm } подставляется + и наоборот.
- K% (англ. Strikeout rate) — частота, с которой питчер делает страйк-ауты. Определяется отношением количества страйк-аутов (SO) к общему числу бэттеров, игравших против питчера (BF)[50].
- K/9 (англ. Strikeouts per nine innings) — количество страйк-аутов, которое питчер в среднем делает за 9 иннингов. Рассчитывается как отношение общего числа сделанных страйкаутов к числу сыгранных иннингов, умноженное на 9[51].
- K/BB (англ. Strikeout-to-walk ratio) — отношение общего числа сделанных питчером страйк-аутов к общему числу допущенных им уоков[52].
- BB/9 (англ. Walks Per Nine Innings) — количество уоков, которое питчер в среднем допускает за 9 иннингов. Рассчитывается как отношение общего числа сделанных уоков к числу сыгранных иннингов, умноженное на 9[53].
- BB% (англ. Walk rate)  — частота, с которой питчер допускает уоки. Определяется отношением количества уоков (BB) к общему числу бэттеров, игравших против питчера (BF)[54].

## Статистика бэттера
- AB (англ. At Bat) — статистический показатель, отражающий завершенные подходы бьющего к бите, в результате которых он был выведен в аут или смог достичь первой базы после хита или ошибки защиты.
Таким образом, AB = PA − BB − HBP − SH − SF.
- AVG или BA, показатель отбивания (англ. Batting Average) — статистический показатель, отражающий эффективность бьющего (отношение хитов к подходам к бите). AVG = H / AB.
- OBP (англ. On-Base Percentage) — статистический показатель, отражающий процент достижения бьющим первой базы по отношению ко всем завершенным подходам к бите: OBP = (H + HBP + BB + достижение базы на ошибках защиты) / PA.
- OPS (англ. On-Base Plus Slugging) — статистический показатель, отражающий суммарную эффективность игрока на бите. OPS = OBP + SLG.
- PA (англ. Plate Appearance) — статистический показатель, отражающий все завершенные подходы (попытки) бьющего к бите. Завершенность попытки означает, что в результате бьющий стал бегущим или был выведен в аут.
 Таким образом, PA = AB + BB + HBP + SH + SF + достижение базы на ошибках защиты.
- SLG (англ. Slugging Percentage) — статистический показатель, отражающий продуктивность (силу) бьющего, равный отношению общего количества достигнутых баз к числу подходов: SLG = TB / AB.
 В отличие от показателя Batting Average экстра-бейс хиты (XBH) при расчете получают больший вес.
- TB (англ. Total Bases) — статистический показатель, отражающий количество баз, достигнутых бьющим за счет своих хитов: TB = Синглы + 2×Даблы + 3×Триплы + 4×Хоум-раны

## Статистика раннера
- SB (англ. Stolen bases) — количество баз, занятых филдером за время владения мячом игроками защиты.
- R (англ. Runs) — количество очков, заработанных филдером путем пробежки до дома.

## Статистика филдера
- DP (англ. Double plays) — результат розыгрыша мяча в защите, при котором она выводит в аут сразу двух игроков атаки, а дабл-плей записывается на счет всех разыгрывавших его филдеров.
- E (англ. Errors) — статистический показатель, отражающий ошибки защиты, в результате которых игроки нападения достигли первой базы или переместились по базам.
- TP (англ. Triple plays) — результат розыгрыша мяча в защите, при котором она выводит в аут сразу трех игроков атаки, а трипл-плей записывается на счет всех разыгрывавших его филдеров.

## Общая статистика
- Пифагорейское ожидание (англ. Pythagorean expectation) — ожидаемый процент выигрыша команды на основе количества проведенных и пропущенных ранов.

## В культуре
- В фильме «Человек, который изменил всё» показано, как опираясь на статистические показатели игроков, генеральный менеджер команды «Окленд Атлетикс»  Билли Бин  смог собрать успешную команду.